# Vanua Levu
Vanua Levu es una isla volcánica, la de segundo mayor tamaño de Fiyi. Se sitúa a 64 km de la isla más grande Viti Levu. Con un área de 5587 km², posee una forma triangular con una longitud máxima de 180 km y una anchura de 30 a 50 km.

## Etimología
Desde el punto de vista etimológico Vanua Levu significa 'Gran Tierra'. De la parte sureste surge una península estrecha.

## Características
La isla es volcánica, con una cadena de montes en el centro que también atraviesa Viti Levu, el cual divide el país de dos zonas geográficas de clima distinto. En Vanua Levu las montañas superan los 1000 m s. n. m., cuya máxima altitud es el monte Nasorolevu de 1032 m. 
La población de la isla alcanza los 130 000 habitantes, siendo la mayor ciudad Labasa situada en el delta del río de mismo nombre, que fue fundada por los trabajadores indios. El primer europeo que avisto la isla fue el holandés Abel Tasman. Una particularidad histórica es que Vanua Levu estuvo habitada antes que Viti Levu.

## Clima
El sureste de la isla que recibe vientos alisios es más húmedo mientras que la parte noroccidental es más seca. Los principales productos de la isla son la copra y el azúcar.